# Enyo danum
Enyo danum är en fjärilsart som beskrevs av Pieter Cramer 1782. Enyo danum ingår i släktet Enyo och familjen svärmare. Inga underarter finns listade i Catalogue of Life.